# Easy Come, Easy Go
Easy Come, Easy Go è un album EP di Elvis Presley contenente la colonna sonora del film da lui interpretato 3 "fusti", 2 "bambole" e... 1 "tesoro", pubblicato dalla RCA Victor Records nel marzo 1967 in contemporanea con la prima del film negli Stati Uniti.

## Il disco
Le sedute di registrazione si tennero il 28 e 29 settembre 1966, nello studio Paramount di Hollywood, California. Dopo la relativa libertà creativa di cui Presley aveva goduto durante le sedute di Nashville del maggio precedente che avevano portato alla realizzazione dell'album gospel How Great Thou Art, Elvis si dimostrò alquanto deluso dal livello delle canzoni scelte per la colonna sonora del film, riferendosi frequentemente ad esse come "merda" durante le sedute di registrazione. Nello specifico il cantante trovava imbarazzante il dover cantare brani come Yoga Is As Yoga Does il cui testo recita frasi come: «You tell me just how I Can take this yoga serious / When all it ever gives to me / Is a pain in my posteriors» (it: «Dimmi un po' come
Potrei prendere sul serio lo yoga / Se tutto ciò che mi dà / È male al posteriore») o Love Machine.
Il disco fallì l'entrata in classifica nella Billboard Hot 100, e vendette meno di 30 000 copie in totale.

## Tracce
Lato A
| Traccia | Registrazione | Titolo               | Autore                                  | Durata |
| ------- | ------------- | -------------------- | --------------------------------------- | ------ |
| 1.      | 9/28/66       | Easy Come, Easy Go   | Sid Wayne e Ben Weisman                 | 2:07   |
| 2.      | 9/29/66       | Love Machine         | Chuck Taylor, Fred Burch, Gerald Nelson | 2:10   |
| 3.      | 9/29/66       | Yoga Is As Yoga Does | Fred Burch e Gerald Nelson              | 2:51   |

Lato B
| Traccia | Registrazione | Titolo            | Autore                                 | Durata |
| ------- | ------------- | ----------------- | -------------------------------------- | ------ |
| 1.      | 9/29/66       | You Gotta Stop    | Bernie Baum, Bill Giant, Florence Kaye | 2:20   |
| 2.      | 9/28/66       | Sing You Children | Fred Burch e Gerald Nelson             | 2:00   |
| 3.      | 9/28/66       | I'll Take Love    | Dolores Fuller e Mark Barker           | 2:13   |

## Ristampa in CD del 2007 (serieFollow That Dream)
1. Easy Come, Easy Go - 2:13
2. The Love Machine - 2:50
3. Yoga Is As Yoga Does - 2:11
4. You Gotta Stop - 2:19
5. Sing You Children - 2:10
6. I'll Take Love - 2:16
7. She's A Machine - 1:40
8. The Love Machine (Takes 1, 2, 3) - 4:14
9. Sing You Children (Take 1) - 2:52
10. She's A Machine (Takes 5, 6, 7) - 4:14
11. Easy Come, Easy Go (Take 10) - 2:30
12. The Love Machine (Takes 4, 5, 11) - 4:44
13. I'll Take Love (Takes 1, 2a) - 3:03
14. She's A Machine (Take 10) - 1:52
15. Sing You Children (Takes 18, 19) - 3:51
16. Yoga Is As Yoga Does (Takes 5, 6) - 2:47
17. The Love Machine (Take 13, 14) - 4:22
18. She's A Machine (Take 13, Movie Master) - 1:57
19. I'll Take Love (Take 2b) - 2:30
20. You Gotta Stop (Instrumental) - 3:26
21. Leave My Woman Alone (Instrumental) - 2:44

## Formazione
- Elvis Presley - voce
- The Jordanaires - cori
- Anthony Terran, Mike Henderson - tromba
- Butch Parker - trombone
- Meredith Flory, William Hood - sassofono
- Scotty Moore, Tiny Timbrell - chitarra elettrica
- Charlie McCoy - chitarra elettrica, organo, armonica
- Bob Moore, Jerry Scheff - basso
- D. J. Fontana, Buddy Harman, Hal Blaine, Curry Tjader - batteria
- Emil Radocchia - percussioni